# Tamara Kotevska
Tamara Kotevska, née le 9 août 1993, est une documentariste macédonienne, connue pour le documentaire Honeyland sorti en 2019.